# 반 (가수)
반(VAN, 본명: 정조은)은 대한민국의 음악가이다. 과거(2002~2008) 조은(ZOEUN)이라는 예명을 사용했었다.

## 음악활동
- 장혁 1집 앨범 T.J 프로젝트 프로듀스.(2000)
- 밀림 millim.com EX컴필레이션앨범 track.2-안그래(zoeun)수록.(2001)
- 차태현 1집 Accident -Rap디렉터.(2001)
- [본인앨범] 정규1집 데뷔앨범 "썰" 발표 조은(ZOEUN)이란 예명을 사용함.(2002)
- 이강신 2집 "IT'S MY DREAM" 바다로 간 붕어빵 Rap.(2002)
- god 휴먼콘서트(100회)DJ세션.(2002~2003)
- 영화 "최후의 만찬" O.S.T 메인타이틀 "최후의만찬" 작,편곡,Rap.(2003)
- 백정(BJ) EP POKAFACE 새출발 프로듀스, 놔줘이젠 feat.(2003)
- 뮤지컬 "사랑하면 춤을춰라" 메인타이틀 곡 "사랑하면 춤을춰라" Rap.(2006)
- 숙명 가야금 연주단 싱글앨범 "Singing & Dancing"수록곡 "사랑의 역사" Rap.(2007)
- [본인앨범] 반(VAN)의 정규앨범 "COWBOY VAN" 발표.(2009)
- 슈퍼주니어 콘서트- THE 3RD ASIA TOUR(Seoul)"SUPER SHOW3" VCR음악감독.(2010)
- BJ(비제이) 싱글앨범 "Here I am" 프로듀스.(2011)
- 화이팅대디 앨범 New Arrival "사랑하지도 말아요" 편곡,CO-프로듀스.(2011)
- 도서"How To SNOWBOARD"(이상이Pro저)DVD BGM 작,편곡 수록(2012)
- 프로젝트 팀 "Equal Rise(이퀄라이즈)"의 멤버, 싱글앨범 "Everyday", "실패를 모르는 남자의 게임" 발표.(2011~2012)
- 김종호 싱글앨범 "piece#" 프로듀스.(2012)
- JCE 온라인게임 프리스타일 풋볼(풋살)BGM, 메인타이틀 작,편곡,RAP (2012)
- TVB GOLDEN VIVA SPECTACULAR 음악감독.(2013)
- 2nd 가온차트 K-POP AWARDS 음악감독.(2013)
- RP-Q(알피큐) 싱글앨범 "개띠82스웩" 프로듀스(2013)
- 펩시 PEP Concert 음악감독.(2013)
- 롯데 페밀리 콘서트 음악감독 (2014)
- VDB의 멤버, 싱글 앨범 'No Mo', 'Only One', 'No Kingz'발표.(2013~2014)
- Big Shot(빅샷) 싱글앨범 "Neva Gunna" 프로듀스(2014)
- 월드비전 기아체험 나눔 콘서트 음악감독 (2014)
- SBS MTV THE SHOW 음악감독(2013~2019)